# Cordial de lima

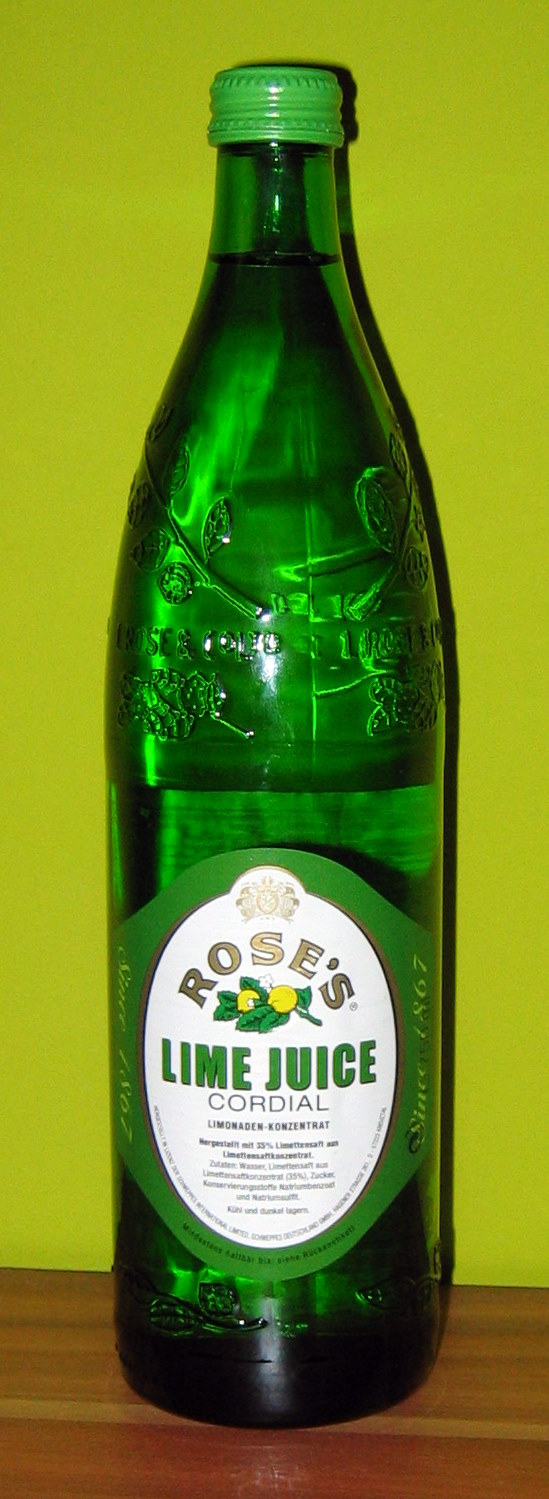
Cordial de la marca Rose's

El cordial de lima es una bebida sin alcohol, hecha mezclando jugo de lima y azúcar con agua. El cordial de lima a veces se usa como mezclador para cócteles, aunque se puede beber solo.
El cordial de lima de la marca Rose's (Rose's Lime Cordial) se comenzó a vender en el Reino Unido en 1867, además de ser el primero es el más reputado. Actualmente su patente pertenece a The Coca-Cola Company.